# Sonny Khoeblal
Sonny Khoeblal (29 januari 1959) is een Surinaams toetsenist, arrangeur, producer, componist en audio engineer. Hij werkte een groot deel van zijn leven in het buitenland, waar hij voornamelijk als side man pianist- keyboardist duizenden optredens gaf. Sinds rond zijn vijftigste is hij langere tijd woonachtig in Suriname, waar hij eveneens actief is in de muziekwereld.

## Biografie

### Jeugd
Khoebal groeide op in een gezin met twee zussen; zijn vader had een goede baan bij Bruynzeel. Zijn ouders kwamen beide uit een muzikaal gezin en bij hem thuis werd ook veel gemusiceerd en naar veel goede muziek geluisterd. Op zijn zesde kreeg hij een kleine houten piano. Van een oom kreeg hij later een accordeon, en vanaf zijn achtste mocht hij als gast optreden in het Sohani Orkest. Hij was autodidact, deed aan zelfstudie en kreeg al gauw accordeon les van Sukki Akkal (zijn idool) en Jack Byster. Niet lang daarna bezocht hij de Volksmuziekschool van het Cultureel Centrum Suriname, waar hij ook piano les kreeg van respectievelijk Ricardo Tjon A Kong, Eddy Vervuurt en Leo Ferrier.  Een ommekeer vormde zijn kennismaking met jazz-fusion door grammofoon platen van onder andere Bob James, Fania All Stars, Eric Gale, Earth Wind & Fire, Ekseption en Chick Corea. 

### Loopbaan en muziekopleiding in Boston
Ondertussen zag hij zijn toekomst als arts verloren gaan, toen hij in het laatste jaar een klas terug werd gezet op het Vrije Atheneum. Hij solliciteerde voor luchtverkeersleider op de luchthaven van Zanderij en ging na een opleiding van drie maanden aan de slag als assistent. Van zijn eerste verdiende geld kocht hij een stereo-installatie.
Het lukte hem niet om een beurs te krijgen voor het Berklee College of Music in Boston. Vervolgens vond in februari 1980 de Sergeantencoup plaats en besloot hij alsnog te gaan voor een summercourse. Dit was een geweldige ervaring voor hem, maar ook een enorme uitdaging vanwege het hoge niveau van de andere studenten. Ook speelde hem de heimwee naar zijn muziekformatie Thalamus parten en besloot hij terug te keren naar Suriname, waar hij voornamelijk doorging met de ontwikkeling en optredens van hier genoemde band.
Opnieuw in dienst als luchtverkeersleider, voelde hij zich in de uitoefening van zijn werk bedreigd sinds 8 december 1982, toen onder meer de Decembermoorden plaatsvonden. De militairen hadden een M16-mitrailleur op het gebouw naast de verkeerstoren geplaatst, uit angst voor een vijandige inval. Hij vreesde dat die M16 bij een inval als eerste uitgeschakeld zou worden en verloor de moed nog meer toen hij in Paramaribo zag dat het pand van Radio ABC ( Ampie's Broadcasting Corporation)  en dat van Radio Radika was gebombardeerd. Zijn vader ondersteunde kort daarna zijn vertrek uit Suriname met de intentie alles op alles te zetten om zijn muziek studie in Boston te kunnen bekostigen. In 1983 stapte hij op het vliegtuig en in 1988 keerde hij terug naar de Caribische regio en begon zijn baan op het schip Freewinds.

### Internationaal artiest
Zijn contact met Chick Corea begon hij via een 'Fan Club correspondence' en bleef dat behouden. Al gauw veranderde dat na een ontmoeting in een vriendschap. Uiteindelijk in 2005 werkte hij in 26 shows gedurende vier maanden met hem samen. Via Corea leerde hij Scientology kennen. Eerst wilde hij er niet van weten maar in 1986 sloot hij zich alsnog aan. Vanaf 1988 speelde hij vijftien jaar lang piano op het cruisschip van de beweging, de Freewinds, met Curaçao als thuishaven. Ook speelde hij vaak in Los Angeles en Clearwater, Florida, waar een aantal beroemde aanhangers in zijn publiek zaten als John Travolta en Tom Cruise.  Hij trad daarnaast ook veel op in settings buiten Scientology, in bij elkaar duizenden optredens in meer dan twintig muziekformaties. Hij werkte met tal van artiesten als musicus, arrangeur en componist. Dit vond ook plaats in Engeland en Nederland, Mexico en op veel Caribische eilanden.

### Terugkeer in Suriname
Rond zijn vijftigste keerde hij terug naar Suriname, waarbij hij aankondigde zich ook met de ontwikkeling van de Surinaamse muziekwereld bezig te willen houden. In 2008 maakte hij hierin al een eerste stap, door zijn medewerking aan de Suri Talent Show. Ook was hij in deze jaren betrokken bij SuriPop, als arrangeur van Hor' pasensi (2012) van finalist Jeffrey Quartier, lid van de Commissie van Toezicht Muziek-Auteursrechten en richtte hij de Stichting Art For Freedom op.
Samen met Lodewijk Heidanus zette hij de muziekstudio Fairy Tales Music Operations op, waarin hij muziek voor zelf en cliënten opneemt en bewerkt. Daarnaast geeft hij intensieve trainingen van een kwartaal in geluidstechniek en gaf hij sinds 2014 enkele jaren ook les aan het Conservatorium van Suriname. Hij treedt nog steeds op, waaronder tijdens het Suriname Jazz Festival en in formaties met onder meer Pablo Nahar zoals het Afro Bhole Jazz Project tijdens Carifesta in 2013 en in de bezetting van Royal Four.

## Privé
Hij kreeg rond 1990 een dochter met een Amerikaanse vrouw... Zijn dochter is eveneens muzikaal en treedt op als straatpianist in Nederland. In 2017 werd zij uitgeroepen tot Nijmegenaar van het jaar.